# Sloyd
Le Sloyd (slöjd), est un système éducatif basé sur le travail manuel lancé en 1865 par Uno Cygnaeus en Finlande. Le système a été affiné et promu dans le monde entier jusqu'au début du XXe siècle.

## Bases pédagogiques du Sloyd

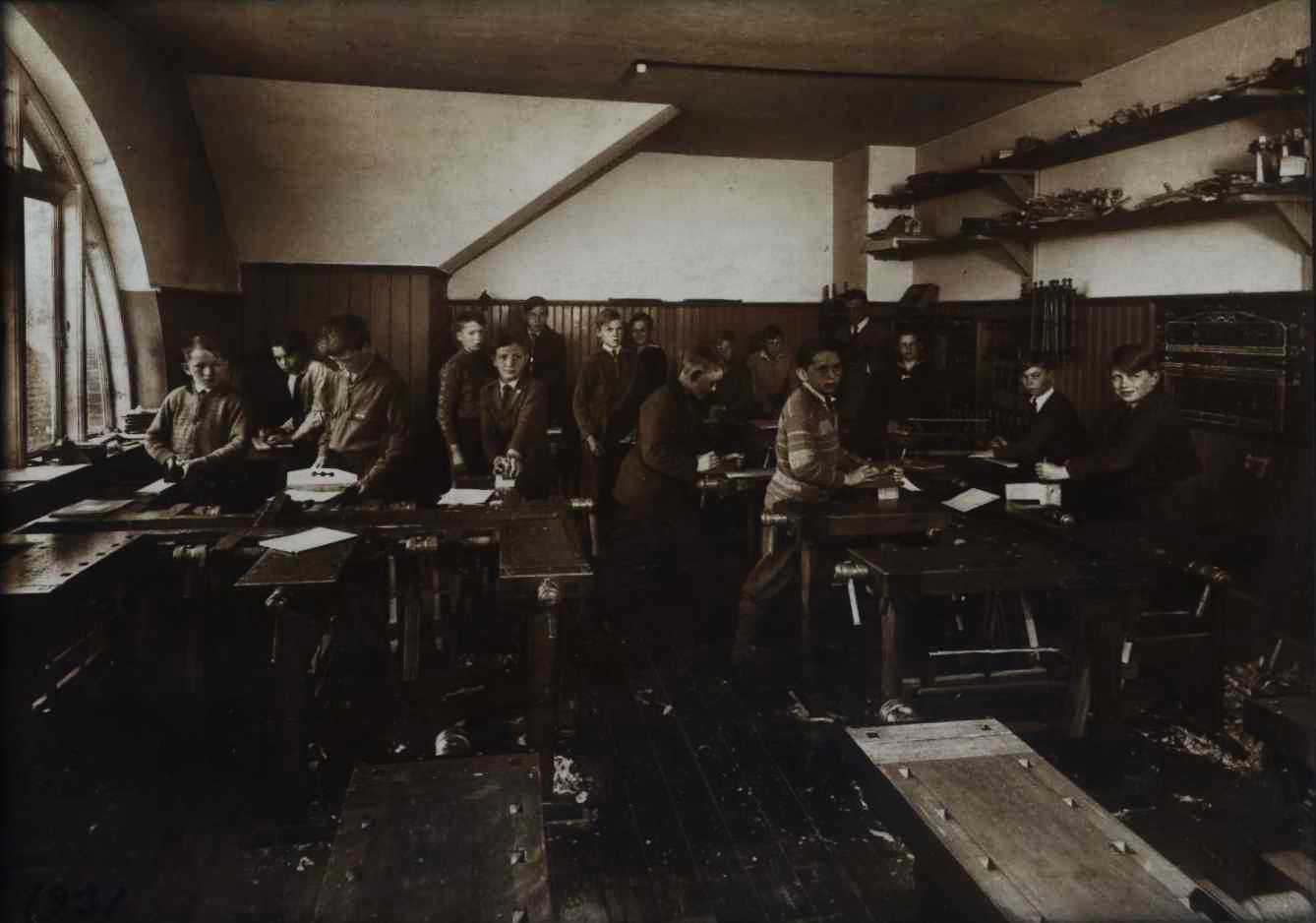
Atelier de menuiserie Sloyd au Danemark, 1931

Le terme sloyd dérive du suédois : slöjd signifiant travail manuel qui fait référence à la fabrication d'objets en bois, en métal, en papier ou en tissus. 
Dans le système Sloyd développé par Uno Cygnaeus, les élèves apprennent le travail des métaux, les techniques de fabrication, comment choisir des morceaux de bois dans la forêt, quelles mesures de précaution prendre pour travailler les matériaux et finalement la nécessité de collaborer pour accomplir les tâches. Ce n'est pas l'objet fabriqué qui est au centre, l'action de fabrication est formative elle sert à développer le caractère de l'élève en encourageant des qualités de collaboration, de pragmatisme et de créativité.

## La diffusion internationale du Sloyd
La Suède adopte ces idées quelques années après la Finlande. Otto Salomon crée une école de formation Sloyd  à Nääs en Suède. Jusqu'aux années 1960 des centaines d'enseignants du monde entier se formeront à Nääs.
Parmi les pays ou l'approche Sloyd sera mise en place avec succès il y a la Grande-Bretagne, les États-Unis, le Japon, le Brésil, l'Argentine, Cuba et les pays scandinaves. 
Le système est toujours mis en œuvre dans les pays scandinaves en particulier en Suède et au Danemark. L'éducation primaire finlandaise comprend encore de nos jours le travail manuel (en finnois : käsityö) comme matière éducative. Chaque élève doit choisir entre le travail textile (en finnois : tekstiilityö) et le travail technique (en finnois : tekninen työ). De nos jours, le Sloyd fait toujours partie des enseignements obligatoires des parcours éducatifs en Finlande, en Suède et en Norvège.
L'influence de Cygnaeus atteint les États-Unis quand Gustaf Larsson, formé par Otto Salomon, s'installe aux USA et fonde la Boston Sloyd School dans les locaux de la North Bennet Street School à Boston en 1888. 
L'institution du Sloyd est encore vue comme un pas important pour l'éducation technologique américaine. Le système Sloyd est utilisé au-delà de sa vocation de formation générale des jeunes et est employé dans de nombreuses écoles professionnelles.